# رالف ريد (سياسي)
رالف ريد هو سياسي أمريكي، ولد في 24 يونيو 1961 في بورتسموث في الولايات المتحدة. نشط حزبياً في الحزب الجمهوري.

## وصلات خارجية
- رالف ريد (سياسي) على موقع IMDb (الإنجليزية)
- رالف ريد (سياسي) على موقع إن إن دي بي (الإنجليزية)
- رالف ريد (سياسي) على موقع قاعدة بيانات الفيلم (الإنجليزية)
- رالف ريد (سياسي) على موقع كينوبويسك (الروسية)